# Marsel Maus
Marsel Maus (fr. Marcel Mauss; rođen 10. maja 1872. – umro 10. februara 1950) je bio francuski sociolog. Sestrić Emila Dirkema, Mausovo akademsko delo se graniči sa sociologijom i antropologoijom. Danas je, poznatiji po svom uticaju na druge discipline, posebno kroz analizu tema kao što su magija, žrtvovanje i darivanje, odnosno razmena poklona u različitim kulturama širom sveta. Maus je imao značajan uticaj na Kloda Levija-Strosa, osnivača strukturalne antropologije. Njegova najpoznatija knjiga je The Gift (Dar).

## Uvod
Maus je rođen u Epinalu, departman Vogezi, u jevrejskoj porodici. Studirao je filozofiju u Bordou, gde je njegov ujak Emil Dirkem predavao u to vreme. Bio je prvi rođak dosta mlađe Klaudije (Rafael) Bloš, biologa i majke Maurisa Bloša koji je postao svetski poznati antropolog. Umesto da je krenuo uobičajnim putem, da predaje na liceju posle fakulteta, Maus se preselio u Pariz i otpočeo studiju komparativne religije i sanskrita.
Njegova prva publikacija 1896. označila je početak jedne višestrane karijere koja je izrodila nekoliko prekretnica u sociološkoj literaturi. Kao i mnogi članovi časopisa -{Année Sociologique}- , Mausa je privlačio socijalizam, posebno onaj zagovaran od strane Žan Žoresa. Bio je dosta aktivan u događajima Drejfusove afere. Pred kraj veka, pomogao je da se urede novine kao sto su -{Le Populaire}-, ]] i -{Le Mouvement socialiste}-, gde je na poslednje navedenim sarađivao sa Žoržom Sorelom.
Godine 1991. Maus je zauzeo mesto u ,,„storiji religije i necivilizovanog naroda” u -{École pratique des hautes études}- (EPHE) jedne od najvećih škola u Parizu. U to vreme počela je više da ga privlači etnografija i njegov rad je počeo da dobija formu antropologije.
Godine Prvog svetskog rata su bile potpuno poražavajuće za Mausa. Mnogo njegovih prijatelja i kolega je poginulo u ratu, a njegov ujak je preminuo pre kraja rata. Politički gledano, godine nakon rata su takođe bile teške za Mausa. Dirkem je uveo promene u nastavnom planu škola širom Francuske, a nakon njegove smrti otpočela je negativna reakcija na njegove učenike.
Kao mnogi drugi pratioci Dirkema, Maus je našao utočište u administraciji. Osigurao je Dirkemovo nasledstvo time što je pronašao institucije koje bi preuzele uputstva za istraživanje, kao sto su -{l'Institut Français de Sociologie}- (1924) i -{l'Institut d'Ethnologie}- (1926). Među učenicima, na koje je ostavio uticaj, bio je Žorž Devro, kasnije uticajan antropolog, koji je kombinovao etnologiju sa psihoanalizom.
Godine 1931. Maus je zauzeo mesto sociologa na koledžu u Francuskoj. Aktivno se borio protiv antisemitizma i rasne politike, pre i posle Drugog svetskog rata. Umro je 1950.

## Teoretski pogledi
U njegovom klasičnom delu The Gift, Maus tvrdi da pokloni nikada nisu „besplatni”. Ljudska istorija je puna primera u kojima su pokloni uslovljeni uzajamnom razmenom. Poznato pitanje koje je odvelo njegovo istraživanje u antropologiju u Poklonu je bilo: „Koja jačina stoji iza datog objekta koja tera primaoca da uzvrati to isto?” (1990:3)
Odgovor je jednostavan: poklon je apsolutna medalja (vidi obligaciono pravo), prožeta „duhovnim mehanizmima”, koja spaja čast i davaoca i primaoca (termin apsolutna medalja ili apsolutna društvena činjenica potiče od njegovog učenika Maurisa Linarda na osnovu Dirkemove socijalne činjenice). Takve transakcije nadmašuju podelu između duhovnog i materijalnog tako da Maus smatra da je skoro „magično.” Davalac ne poklanja samo objekat, već i deo sebe, zato što je objekat neraskidivo vezan za njega: „objekti nikada nisu u potpunosti razdvojeni od čoveka koji ih daje”. Zbog ove veze između davaoca i poklona, čin poklanjanja stvara društvenu vezu sa obavezom vraćanja koja se pruža primaocu. Ne uzvratiti znači izgubiti čast i status, mada duhovna implikacija može biti još gora npr. u Polineziji, ne uzvratiti znači gubitak mane, jer se gubi duhovni izvor bogatstva i autoriteta.
Maus je istakao razliku između 3 obaveze:
- davanje, neophodan potez za stvaranje i održavanje društvenih veza;
- primanje, onaj ko odbije da primi, taj se odriče i društvenih veza;
- i uzvratiti s ciljem pokazivanja slobode, časti i bogatstva.

Važan pojam u Mausovoj konceptualizaciji razmenjivanja poklona je ono što se zove neotuđivost. U ekonomiji robe, postoji snažna razlika između objekata i osoba u pojmu privatne imovine. Objekti se prodaju, što znači da se sva prava posedovanja prenose na novog vlasnika. Objekat onda postaje otuđen od svog prvobitnog vlasnika. U ekonomiji poklona, ipak, objekti koju su poklonjeni postaju otuđeni od davaoca; oni su pre pozajmljeni nego prodati. Činjenica je da je identitet davaoca povezan sa datim objektom što prouzrokuje da poklon ima snagu koja primorava primaoca da uzvrati poklon. Zato što su pokloni neotuđivi, zato i moraju biti vraćeni; čin davanja stvara dug, koji mora biti vraćen. Zbog ovoga, pojam očekivanog uzvraćanja poklona, stvara vezu između dve individue. Drugim rečima, kroz poklanjanje, stvara se društvena veza koja raste kroz vreme i prostor sve do budućeg momenta razmene. Dakle, razmena poklona dovodi do obostrane zavisnosti između davaoca i primaoca. Prema Mausu, poklon koji se ne uzvrati stvara kontradikciju zato što ne može da stvori društvene veze. Prateći Dirkemovo traganje za razumevanje društvene kohezije kroz koncept solidarnosti, Maussov argument je da se solidarnost stiče kroz društvene veze stvorene razmenjivanjem poklona. Maus naglašava da je razmena nastala iz volje za pričvršćivanjem drugim ljudima - „da se ljudi obavežu”, zato što u teoriji pokloni se daju svojevoljno, ali u stvari oni su dati i uzvraćeni pod određenim obavezom.

## Kritike
Mausovi pogledi na prirodu razmene poklona su bili kritikovani. Francuski antropolog Alen Testart (1998), na primer, smatra da postoje besplatni pokloni, kao što je davanje novca prosjacima. Tu davalac i primalac ne poznaju jedno drugo i retkost je da će se uopšte ikada više sresti. U ovom kontekstu, donacija ne stvara nikakvu obavezu prosjaku da išta uzvrati; ni davalac ni prosjak nemaju takva očekivanja. Testart smatra da se jedino drugo može sprovesti. On smatra da je Maus preterao u opisu veličine obaveze stvorene društvenim pritiskom, posebno u njegovom opisu potlača (potlatch) međju Severno američkim indijancima.
Još jedan primer o neuzvraćenom besplatnom, poklonu je dao britanski antropolog Džejms Lejdlov (2000). On opisuje socijalni kontekst Indijca koji su se odrekli đainizma - grupe celibatskih odricatelja koji žive asketski život duhovnog pročišćenja i spasenja. Đainistička interpretacija doktirne ahimsa (rigorozne aplikacije pricnipa o nenasilju) utiče na ishranu đainista i sprečava ih da spremaju hranu, jer bi tako potencijalno bili umešani u nasilje nad mikroskopskim organizmima. Kako đainisti ne rade, oni se oslanjaju na donacije hrane od drugih porodica. Međutim, oni ne smeju da pokažu nikakvu želju za hranom i jedino mogu sa velikom neodlučnošću da je primaju.
Besplatni pokloni dakle, dovode u pitanje aspekte Mausovog koncepta o poklonu, ako se ne uzimaju u obzir moralni i nematerijalni kvaliteti davanja.

### Zaostavština
Dok je Maus poznat po nekoliko njegovih radova-njegovo najznačajnije remek delo je „The Gift” - većina njegovih radova je urađena u sradnji sa članovima Année Sociologique, uključujući Dirkema, Henri Huberta i dr. Kao I mnogi ugledni francuski akademici, Maus je podučavao veliki broj učenika. Mnogi antropolozi tvrde da su išli njegovim stopama, pre svega Klod Levi-Stros.
Esej o Poklon-u predstavlja osnov za antropološke studije reciprociteta. Njegova analiza otlatch-a je inspirisala Žorž Bataja (The Accursed Share); a onda i situaconiste ).Ovaj termin se koristi od strane mnogih zainteresovanih za ekonomske poklone i softvera otvornog koda, iako se ova druga upotreba ponekad razlikuje od originalne Mausove formulacije.

## Odabrana dela
- , (sa Henrijom Hjubertom) 1898.
- , (with Paul Fauconnet) 1901.
- , (sa Dirkemom) 1902.
- , (sa Henrijom Hjubertom) 1902.
- , 1924.
- , (odabrana dela) 1950.

## Literatura
- -{Derrida, J., 1992 [1991]. Given Time I. Counterfeit Money. Chicago & London: University of Chicago Press.
- Cannell, Fenella (2006) The anthropology of Christianity, Introduction
- Gregory, C. A. 1982. Gifts and Commodities. London.
- Gregory, C. A. 1997. Savage money: the anthropology and politics of commodity exchange. Amsterdam: Harwood Academic.
- Mauss, M. 1990 (1922). The Gift: forms and functions of exchange in archaic societies. London: Routledge.
- Testart, A. 1998. 'Uncertainties of the 'Obligation to Reciprocate': A Critique of Mauss' in Marcel Mauss: A Centenary Tribute. James, W. and Allen, N. J. (eds.). New York: Berghahn Books.
- Weiner, Annette . Inalienable Possessions: The Paradox of Keeping While Giving. Berkeley, University of California Press. 1992.  978-0-520-07604-4..
- Dianteill, Erwan, ed., Marcel Mauss – L’anthropologie de l’un et du multiple, Paris, PUF, collection « Débats philosophiques », 2013.
- Dzimira, Sylvain, Marcel Mauss, savant et politique, La Découverte, 2007 (lire en ligne la préface de Marcel Fournier, le sommaire et l'intro.).
- Fournier, Marcel. 1994. Marcel Mauss. Fayard: Paris (the definitive biography in French). see Marcel Mauss: A Biography, PUP, 2005
- Ferguson, Kennan. 2007. 'The Gift of Freedom.' Social Text. 25:2 39-52.
- Graeber, David Give it away, an essay
- Lévi-Strauss, C.. 1987 [1950]. Introduction to the Work of Marcel Mauss. London. Routledge.
- Moebius, Stephan/Papilloud, Christian (Ed.). 2005. Gift – Marcel Mauss' Kulturtheorie der Gabe. Wiesbaden: VS.
- Moebius, Stephan. 2006. Marcel Mauss. Konstanz

## Spoljašnje veze
- Kolekcija raznih raznih dela Marsela Mausa koji nudi univerzitet u Kvebeku